# Eloyella
Eloyella – rodzaj roślin z rodziny storczykowatych (Orchidaceae). Obejmuje 10 gatunków występujących w Ameryce Południowej w Boliwii, Kolumbii, Ekwadorze, Gujanie, Gujanie Francuskiej, Panamie, Peru, Wenezueli.

## Systematyka
Rodzaj sklasyfikowany do podplemienia Oncidiinae w plemieniu Cymbidieae, podrodzina epidendronowe (Epidendroideae), rodzina storczykowate (Orchidaceae), rząd szparagowce (Asparagales) w obrębie roślin jednoliściennych.
Wykaz gatunków
- Eloyella antioquiensis (P.Ortiz) P.Ortiz
- Eloyella bifida D.E.Benn. & Christenson
- Eloyella cundinamarcae (P.Ortiz) P.Ortiz
- Eloyella dalstroemii Dodson
- Eloyella jostii Dodson & Dalström
- Eloyella mendietae Dodson & L.Jost
- Eloyella panamensis (Dressler) Dodson
- Eloyella thienii Dodson
- Eloyella thivii Senghas
- Eloyella werneri Dodson & Dalström